# Астон Мартин (команда Формулы-1, 2021)
Астон Мартин (англ. Aston Martin F1 Team) — британская гоночная команда, созданная для участия в чемпионате мира Формулы-1 на базе команды Рейсинг Пойнт после покупки бизнесменом Лоуренсом Строллом 20 % процентов в компании Астон Мартин. База команды расположена в Силверстоне, Великобритания.

## История команды

### 1959—1960 года
Впервые Астон Матрин появился в чемпионате мира Формулы-1 в 1957 году с автомобилем DBR4, но команда дебютировала только в 1959 году, поскольку компания сосредоточилась на разработке DBR1, который выиграет Ле-Ман в 1959. Пилотами команды стали Рой Сальвадори и Кэрролл Шелби. Приняв участие в четырёх Гран-при чемпионата мира, команда не набрала очков. На Гран-при Нидерландов обе машины не финишировали, на Британском этапе Сальвадори сначала квалифицировался вторым, а в гонке приехал шестым. В Португалии Сальвадори снова стал шестым, Шелби стал восьмым. Последним заездом Aston Martin в сезоне 1959 стало Гран-при Италии, где один пилот сошёл, а второй финишировал на 10 месте, отстав на два круга от победителя.
К сезону 1960 команда планировала доработать свой болид и выставить его под номером DBR5, болид был легче и отличался независимой подвеской. Однако двигатель на машине располагался спереди и был слишком тяжёлым, от этого машина регулярно уступала соперникам у который двигатель располагался сзади. В 1960 году команда выступила лишь на Гран-при Великобритании. Сальвадори не финишировал, а его напарник, француз Морис Трентиньян, стал 11-м. Команда могла выступить и на этапе в Нидерландах, но им не удалось вовремя закончить работу с машиной и DBR5 не был готов к соревнованиям. Команда выставила только Сальвадори на прошлогоднем DBR4. Несмотря на то, что ему разрешили начать гонку, организаторы гонки сказали, что команде не будут платить и они отказалась начинать гонку. После сезона 1960 было решено свернуть программу в мировом первенстве Формулы-1.

### Спонсорство Астон Мартин
В период с 2016 по 2020 год британцы были спонсорами команды Ред Булл, с 2018 года — титульными спонсорами австрийского коллектива. В 2020 году было объявлено о расторжении сотрудничества в связи с созданием собственной команды.

### Aston Martin F1 Team
В 2020 году стало известно о покупке Лоуренсом Строллом 20 % акций компании. Помимо приобретения доли в «Астон Мартин» Стролл вложит ещё £ 318 млн, а по соглашению с коллективом Racing Point будет переименован в Астон Мартин. Пилотами команды на сезон 2021 станут Лэнс Стролл, сын Лоуренса, и четырёхкратный чемпион мира Себастьян Феттель.

### 2020-е

#### 2021
Несмотря на успехи Racing Point, как команда называлась в 2020 году, в 2021 Aston Martin заняли только 7-е место в зачете с 77 очками, завоевав один подиум на Гран-при Азербайджана усилиями Себастьяна Феттеля. Также Феттель занял второе место на Гран-при Венгрии, но был дисквалифицирован из-за слишком малого количества топлива после финиша.

#### 2022
Начали Aston Martin год неудачно, не набрав очков в первых трех гонках. Машина позволяла бороться только с аутсайдерами чемпионата, Williams. Несмотря на это, команда улучшала результаты по ходу сезона и финишировала седьмой, набрав 55 очков - столько же, сколько шестая команда - Alfa Romeo, но уступила по дополнительным показателям.

#### 2023
К началу сезона 2023 Aston Martin построили одну из лучший машин, которая позволяла бороться за третье место на подиуме, после недосягаемых Red Bull. В первых восьми гонках Фернандо Алонсо завоевал шесть подиумов. В Монако Алонсо был близок к победе, но ошибся в выборе шин на мокрой трассе и финишировал вторым. Начиная с Гран-при Австрии дела у команды пошли на спад, машина перестала позволять бороться за призовые места, и следующий подиум Aston Martin завоевали только на Гран-при Нидерландов в переменчивых погодных условиях. До конца сезона команда достигла только ещё одного третьего места на Гран-при Сан-Паулу усилиями Фернандо Алонсо. Команда закончила сезон на 5-м месте с 280 очками.

## Результаты выступлений в Формуле-1
| Легенда к таблице |                                                                    |
| --- | ------------------------------------------------------------------ |
| В таблице перечислены результаты всех Гран-при Формулы-1, в которых принимала участие команда. Строками таблицы являются сезоны, столбцами — этапы чемпионата мира. В каждой клетке указаны сокращённое название этапа и результаты гонщиков команды, дополнительно обозначенные цветом. Расшифровка обозначений и цветов представлена в нижеследующей таблице. |                                                                    |
| \| Пример \| Описание \| \| ------------ \| ------------------------------------------------------------------ \| \| 1 \| Победитель \| \| 2 \| Второе место \| \| 3 \| Третье место \| \| 5 \| Финишировал, заработав очки \| \| Сход \| Не финишировал, но при этом заработал очки \| \| 12 \| Финишировал, не получив очков \| \| НКЛ \| Финишировал, но не попал в финальную классификацию \| \| 15 \| Участвовал вне зачёта, либо по отдельной классификации \| \| 18 \| Не финишировал, но попал в финальную классификацию \| \| Сход \| Не финишировал \| \| НКВ \| Не прошёл квалификацию \| \| НПКВ \| Не прошёл предквалификацию \| \| ДСК \| Дисквалифицирован \| \| ИСК \| Исключён из протокола соревнований \| \| ТТ \| Заявлен для участия только в тренировках \| \| НС \| Участвовал в квалификации, но не стартовал в гонке \| \| Т \| Травмирован или болен \| \| ОТК \| Отказ от участия \| \| НТР \| Прибыл на соревнования, но на трассу не выезжал \| \| НПР \| Был заявлен в числе участников, но не прибыл к началу соревнований \| \| О \| Соревнования отменены \| \| \| Не участвовал \| \| Поул-позиция \| \| \| Быстрый круг \| \| |                                                                    |
| Пример | Описание                                                           |
| 1 | Победитель                                                         |
| 2 | Второе место                                                       |
| 3 | Третье место                                                       |
| 5 | Финишировал, заработав очки                                        |
| Сход | Не финишировал, но при этом заработал очки                         |
| 12 | Финишировал, не получив очков                                      |
| НКЛ | Финишировал, но не попал в финальную классификацию                 |
| 15 | Участвовал вне зачёта, либо по отдельной классификации             |
| 18 | Не финишировал, но попал в финальную классификацию                 |
| Сход | Не финишировал                                                     |
| НКВ | Не прошёл квалификацию                                             |
| НПКВ | Не прошёл предквалификацию                                         |
| ДСК | Дисквалифицирован                                                  |
| ИСК | Исключён из протокола соревнований                                 |
| ТТ | Заявлен для участия только в тренировках                           |
| НС | Участвовал в квалификации, но не стартовал в гонке                 |
| Т | Травмирован или болен                                              |
| ОТК | Отказ от участия                                                   |
| НТР | Прибыл на соревнования, но на трассу не выезжал                    |
| НПР | Был заявлен в числе участников, но не прибыл к началу соревнований |
| О | Соревнования отменены                                              |
| | Не участвовал                                                      |
| Поул-позиция |                                                                    |
| Быстрый круг |                                                                    |

| Сезон | Шасси              | Двигатель                                  | Ш | Гонщики     | 1    | 2    | 3    | 4   | 5    | 6    | 7   | 8    | 9   | 10   | 11   | 12  | 13  | 14  | 15  | 16   | 17  | 18   | 19   | 20   | 21   | 22  | 23   | 24  | Место | Очки |
| ----- | ------------------ | ------------------------------------------ | - | ----------- | ---- | ---- | ---- | --- | ---- | ---- | --- | ---- | --- | ---- | ---- | --- | --- | --- | --- | ---- | --- | ---- | ---- | ---- | ---- | --- | ---- | --- | ----- | ---- |
| 2021  | Aston Martin AMR21 | Mercedes-AMG F1 M12 E Performance 1,6 V6T  | P |             | БАХ  | ЭМИ  | ПОР  | ИСП | МОН  | АЗЕ  | ФРА | ШТИ  | АВТ | ВЕЛ  | ВЕН  | БЕЛ | НИД | ИТА | РОС | ТУР  | США | МЕХ  | САП  | КАТ  | САУ  | АБУ |      |     | 7     | 77   |
| 2021  | Aston Martin AMR21 | Mercedes-AMG F1 M12 E Performance 1,6 V6T  | P | Феттель     | 15   | 15   | 13   | 13  | 5    | 2    | 9   | 12   | 17  | Сход | ДСК  | 5   | 13  | 12  | 12  | 18   | 10  | 7    | 11   | 10   | Сход | 11  |      |     | 7     | 77   |
| 2021  | Aston Martin AMR21 | Mercedes-AMG F1 M12 E Performance 1,6 V6T  | P | Стролл      | 10   | 8    | 14   | 11  | 8    | Сход | 10  | 8    | 13  | 8    | Сход | 20  | 12  | 7   | 11  | 9    | 12  | 14   | Сход | 6    | 11   | 13  |      |     | 7     | 77   |
| 2022  | Aston Martin AMR22 | Mercedes-AMG F1 M13 E Performance 1,6 V6 Т | P |             | БАХ  | САУ  | АВС  | ЭМИ | МАЙ  | ИСП  | МОН | АЗЕ  | КАН | ВЕЛ  | АВТ  | ФРА | ВЕН | БЕЛ | НИД | ИТА  | СИН | ЯПО  | США  | МЕХ  | САП  | АБУ |      |     | 7     | 55   |
| 2022  | Aston Martin AMR22 | Mercedes-AMG F1 M13 E Performance 1,6 V6 Т | P | Феттель     |      |      | Сход | 8   | Сход | 11   | 10  | 6    | 12  | 9    | 17   | 11  | 10  | 8   | 14  | Сход | 8   | 6    | 8    | 14   | 11   | 10  |      |     | 7     | 55   |
| 2022  | Aston Martin AMR22 | Mercedes-AMG F1 M13 E Performance 1,6 V6 Т | P | Стролл      | 12   | 13   | 12   | 10  | 10   | 15   | 14  | 16   | 10  | 11   | 13   | 10  | 11  | 11  | 10  | Сход | 6   | 12   | Сход | 15   | 10   | 8   |      |     | 7     | 55   |
| 2022  | Aston Martin AMR22 | Mercedes-AMG F1 M13 E Performance 1,6 V6 Т | P | Хюлькенберг | 17   | 12   |      |     |      |      |     |      |     |      |      |     |     |     |     |      |     |      |      |      |      |     |      |     | 7     | 55   |
| 2023  | Aston Martin AMR23 | Mercedes-AMG F1 M14 E Performance 1,6 V6T  | P |             | БАХ  | САУ  | АВС  | АЗЕ | МАЙ  | МОН  | ИСП | КАН  | АВТ | ВЕЛ  | ВЕН  | БЕЛ | НИД | ИТА | СИН | ЯПО  | КАТ | США  | МЕХ  | САП  | ЛАС  | АБУ |      |     | 5     | 280  |
| 2023  | Aston Martin AMR23 | Mercedes-AMG F1 M14 E Performance 1,6 V6T  | P | Алонсо      | 3    | 3    | 3    | 4   | 3    | 2    | 7   | 2    | 5   | 7    | 9    | 5   | 2   | 9   | 15  | 8    | 6   | Сход | Сход | 3    | 9    | 7   |      |     | 5     | 280  |
| 2023  | Aston Martin AMR23 | Mercedes-AMG F1 M14 E Performance 1,6 V6T  | P | Стролл      | 6    | Сход | 4    | 7   | 12   | Сход | 6   | 9    | 9   | 14   | 10   | 9   | 11  | 16  | НС  | Сход | 11  | 7    | Сход | 5    | 5    | 10  |      |     | 5     | 280  |
| 2024  | Aston Martin AMR24 | Mercedes-AMG F1 M15 E Performance 1,6 V6T  | P |             | БАХ  | САУ  | АВС  | ЯПО | КИТ  | МАЙ  | ЭМИ | МОН  | КАН | ИСП  | АВТ  | ВЕЛ | ВЕН | БЕЛ | НИД | ИТА  | АЗЕ | СИН  | США  | МЕХ  | САП  | ЛАС | КАТ  | АБУ | 5*    | 94*  |
| 2024  | Aston Martin AMR24 | Mercedes-AMG F1 M15 E Performance 1,6 V6T  | P | Алонсо      | 9    | 5    | 8    | 6   | 7    | 9    | 19  | 11   | 6   | 12   | 18   | 8   | 11  | 8   | 10  | 11   | 6   | 8    | 13   | Сход | 14   | 11  | 7    | 9   | 5*    | 94*  |
| 2024  | Aston Martin AMR24 | Mercedes-AMG F1 M15 E Performance 1,6 V6T  | P | Стролл      | 10   | Сход | 6    | 12  | 15   | 17   | 9   | 14   | 7   | 14   | 13   | 7   | 10  | 11  | 13  | 19   | 19  | 14   | 15   | 11   | НС   | 15  | Сход | 14  | 5*    | 94*  |
| 2025  | Aston Martin AMR25 | Mercedes-AMG F1 M16 E Performance 1,6 V6T  | P |             | АВС  | КИТ  | ЯПО  | БАХ | САУ  | МАЙ  | ЭМИ | МОН  | ИСП | КАН  | АВТ  | ВЕЛ | БЕЛ | ВЕН | НИД | ИТА  | АЗЕ | СИН  | США  | МЕХ  | САП  | ЛАС | КАТ  | АБУ | 6*    | 52*  |
| 2025  | Aston Martin AMR25 | Mercedes-AMG F1 M16 E Performance 1,6 V6T  | P | Алонсо      | Сход | Сход | 11   | 15  | 11   | 15   | 11  | Сход | 9   | 7    | 7    | 9   | 17  | 5   |     |      |     |      |      |      |      |     |      |     | 6*    | 52*  |
| 2025  | Aston Martin AMR25 | Mercedes-AMG F1 M16 E Performance 1,6 V6T  | P | Стролл      | 6    | 9    | 20   | 17  | 16   | 16   | 15  | 15   | ОТК | 17   | 14   | 7   | 14  | 7   |     |      |     |      |      |      |      |     |      |     | 6*    | 52*  |

* Сезон продолжается.

### Комментарии
1. ↑  В гонке пройдено менее 75% дистанции, поэтому начислена половина очков.
2. ↑  Получил дополнительные три очка за шестое место в спринте.
3. 1 2  Получил дополнительные четыре очка за пятое место в спринте.
4. 1 2  Получил дополнительное очко за восьмое место в спринте.
5. ↑  Получил дополнительные пять очков за четвёртое место в спринте.